# Mike Huckabee
Michael Dale Huckabee (* 24. srpna 1955) je americký politik, v letech 1996 až 2007 guvernér státu Arkansas a neúspěšný kandidát na republikánskou nominaci pro prezidentské volby v roce 2008, 2012 a 2016. Od roku 2025 je americkým velvyslancem v Izraeli.
Zároveň je Huckabee autorem několika knih, bývalým baptistickým pastorem, komentátorem pro stanici Fox News Channel, řečníkem a muzikantem. Je také znám tím, že během velmi krátké doby dokázal zhubnout o 50 kg a poté začal propagovat zdravý životní styl. V roce 2010 se v souvislosti s únikem amerických diplomatických kabelogramů na serveru WikiLeaks vyslovil pro smrt Juliana Assangeho a „toho zodpovědného za únik diplomatických depeší“ – ten označil za velezradu a o trestu za tento čin řekl, že „cokoli méně než poprava by bylo příliš vlídný trest“. Se svojí ženou má tři dospělé děti.
V době, kdy byl guvernérem Arkansasu, udělil více milostí odsouzeným než jeho tři předchůdci dohromady. Milost od něj dostali i Wayne DuMond a Maurice Clemmons, zločinci, kteří se po svém omilostnění dopustili dalších závažných trestných činů.
Centrum své volební kampaně měl v Little Rocku v Arkansasu.

## Prezidentská kampaň
Jeho slogan v prezidentské kampani byl „Víra, rodina, svoboda“. V kampani ho podporoval Chuck Norris.
- 3. ledna 2008 vyhrál na prvním stranickém nominačním shromáždění v Iowě, s 34 procenty.
- 8. ledna se umístil v primárkách v New Hampshire jako třetí.
- 15. ledna se umístil třetí v Michiganu
- 19. ledna byl druhý v Jižní Karolíně
- 5. února (volební superúterý) vyhrál ve státech Alabama, Arkansas, Georgie, Tennessee a Západní Virginie. S počtem delegátů se umístil na třetí místo, za Johna McCaina a Mitta Romneyho, ten však po 5. únoru odstoupil. To řadilo Huckabeeho na druhé místo mezi uchazeči o zvolení.
- 9. února vyhrál v Kansasu a v Louisianě, kde ale nezískal žádné delegáty, kvůli vnitrostátnímu pravidlu, že kandidát musí získat nadpoloviční většinu.
- 4. března ukončil svoji kampaň po porážce v Texasu

## Další politické působení
Donald Trump po svém opětovném zvolení oznámil, že Huckabeeho hodlá jmenovat velvyslancem USA v Izraeli. Huckabee přitom popíral existenci palestinského národa a podporoval kroky k izraelské anexi palestinských území. Média si všímají jeho náklonnosti k Izraeli, spojené s jeho konzervativním evangelikalismem. Označila ho za křesťanského sionistu. V dubnu 2025 jej Senát poměrem hlasů 53 ku 46 ve funkci velvyslance potvrdil. Do Izraele přicestoval 17. dubna 2025. O čtyři dny později předal pověřovací listiny prezidentu Izraele Jicchaku Herzogovi a ujal se úřadu.